# Komuna e Oroshit
Komuna e Oroshit är en kommun i Albanien.   Den ligger i prefekturen Qarku i Lezhës, i den norra delen av landet, 60 km norr om huvudstaden Tirana.
Trakten runt Komuna e Oroshit består till största delen av jordbruksmark.  Runt Komuna e Oroshit är det ganska tätbefolkat, med 54 invånare per kvadratkilometer.